# Jorge Vera-Cruz Barbosa
Jorge Vera-Cruz Barbosa (25 de mayo de 1902 - 6 de enero de 1971), más conocido como Jorge Barbosa, fue un poeta y escritor de Cabo Verde que colaboró en diversas revistas literarias portuguesas y caboverdianas. La publicación de su antología de poesía Arquipélago (Archipiélago) en 1935 marcó el inicio de la poesía caboverdiana. Fue, junto con Baltazar Lopes da Silva y Manuel Lopes, uno de los tres fundadores de la revista literaria Claridade ("Claridad") en 1936, que marcó el inicio de la literatura caboverdiana moderna. 

## Biografía

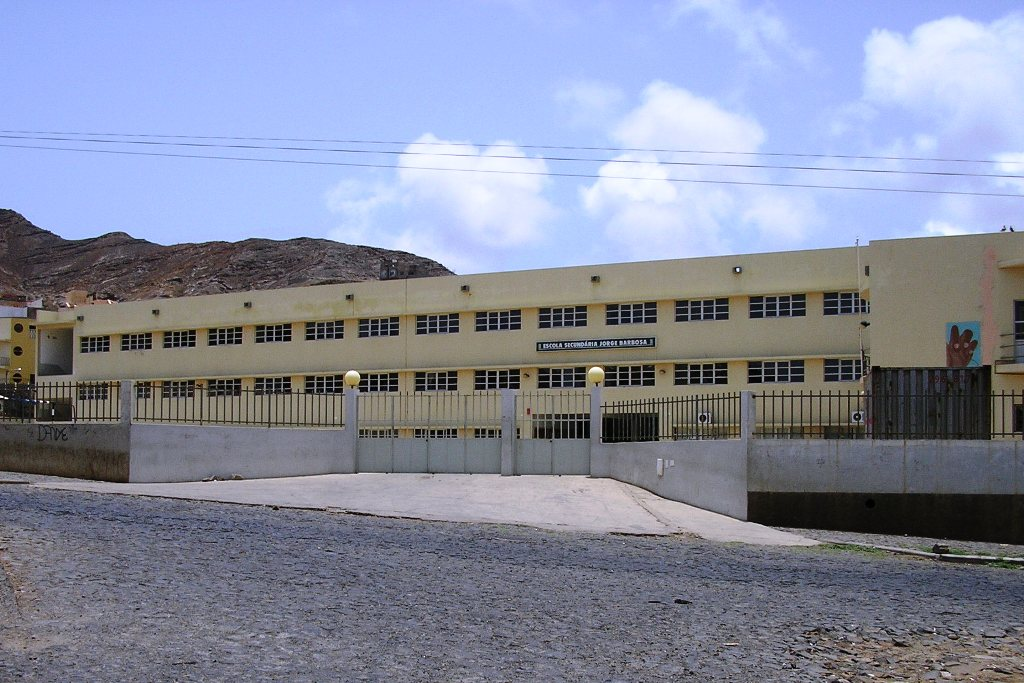
Escuela Secundaria Jorge Barbosa

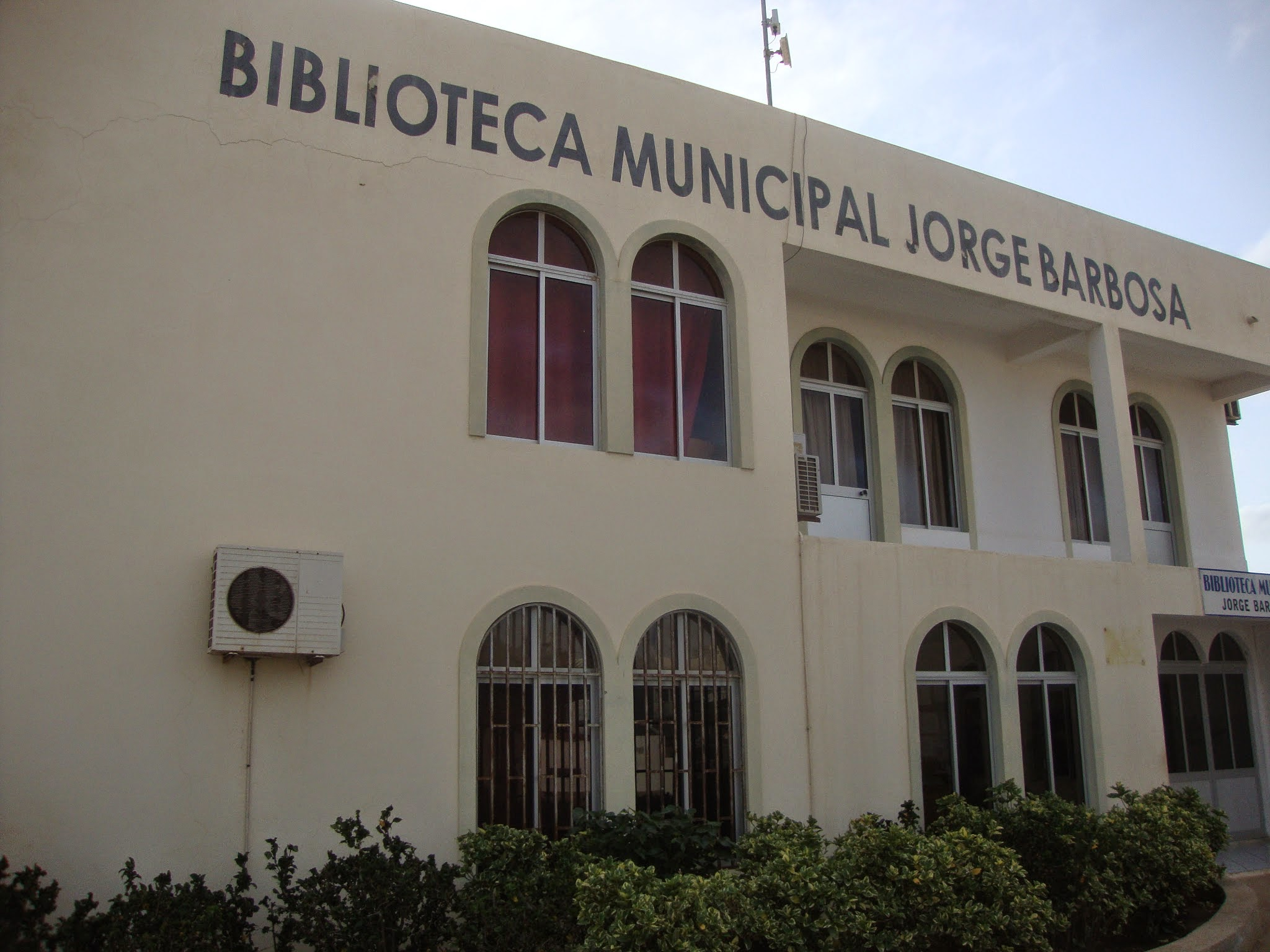
Biblioteca Municipal Jorge Barbosa de Espargos en la isla de Sal

Jorge Barbosa nació en la ciudad de Praia, en la isla de Santiago, archipiélago portugués de Cabo Verde (entonces territorio de Portugal). Poco después, se trasladó a la isla de São Vicente, donde pasó sus primeros años, excluyendo sus años de estudio en Lisboa. Publicó su primera obra titulada Arquipélago (Archipiélago) en 1935 que abrió sus puertas a la literatura caboverdiana moderna y luego demostró un cambio completo en la retórica y la poesía temática en Cabo Verde, formó uno de los elementos que llevaron a la creación de la Claridade revisión un año después de la publicación del libro. Su segundo trabajo fue Ambiente (Ambient), también llamado El círculo en 1941. Su tercer libro fue un cuaderno titulado Caderno de um Ilhéu publicado en 1955 que luego ganó el premio Camilo Pessanha. También publicó poemas como Meio Milémiio, Júbilo (Jubileo), Panfletário (Folleto) y "Prelúdio" ("Preludio"). Luego vivió durante muchos años en la isla de Sal, trabajando como funcionario de la aduana. Murió en Cova da Piedade, en Lisboa, Portugal.

## Publicaciones
- Arquipélago ( Archipiélago ) (1935)
- Ambiente ( Ambient, también conocido como The Circle ) (1941)
- Caderno de um Ilhéu ( Cuaderno de un isleño ) (1955), ganador del premio Camilo Pessanha
- Los poemas incluyen Meio Milénio, Júbilo ( Jubileo ), Panfletário ( Folleto ), Prelúdio ( Preludio ) y "Tchapeu di padja". Corrección: Tchapeu di Padja fue escrito y compuesto por su hijo mayor Jorge Pedro Barbosa. No del poeta Jorge Barbosa.

## Legado
Una escuela titulada Escola Jorge Barbosa (Jorge Barbosa) en Mindelo en la isla de São Vicente lleva su nombre. Antes de la independencia de Cabo Verde en julio de 1975, una vez fue llamado Liceu Nacional Infante D. Henrique, tuvo una gran importancia en el desarrollo del naciente nacionalismo de Cabo Verde. En la temporada escolar 2004-05, tuvo 2,384 estudiantes. 
Una avenida en el sur de Praia (Avenida Jorge Barbosa) lleva su nombre, corre de este a oeste y comienza en el círculo con dos calles llamadas Dr. Manuel Duarte y Mar (o Ponta Temerosa) y termina en dos calles llamadas Boa Vista y São Nicolau en los barrios de Prainha y Palmarejo. 
También lleva su nombre una biblioteca municipal en la ciudad de Espargos en medio de Sal. 
Uno de sus poemas "Tchapeu di padja" sería convertido en canción de Simentera en el álbum Cabo Verde em serenada (2000). 
Un libro titulado Uma Introdução à Poesia de Jorge Barbosa de Gabriel Mariano se relacionó con sus poemas. 
Jorge Barbosa apareció en un billete de Cabo Verde en 2003.
Su poema Prelúdio, se encuentra en el CD Poesia de Cabo Verde e Sete Poemas de Sebastião da Gama de Afonso Dias.

## Otras lecturas
- Richard A. Lobban Jr y Paul Khalil Saucier, Jorge Barbosa, en Diccionario histórico de la República de Cabo Verde, Scarecrow Press, Lanham, Maryland   ; Toronto   ; Plymouth, Reino Unido, 2007, pág.   31-32 ISBN 978-0-8108-4906-8
- dos Santos, Elsa Rodrigues, As máscaras poéticas de Jorge Barbosa ea mundividência cabo-verdiana, Caminho, Lisboa, 1989, p.   247 ISBN 972-21-0422-5
- Silva, Carlos Alberto Gomes da, "Introducción a la poesía caboverdiana de la expresión portuguesa". en Literaturas emergentes, ed. Nethersole, Reingard. Berna, Peter Lang, 1990. págs.   91-105. ISBN 9783261043085.

- Datos: Q1984024
- Multimedia: Jorge Barbosa / Q1984024